# أمينة خاتون
أمينة خاتون (بالتركية العثمانية: امینہ خاتون) (توفيت 1449م) هي زوجة السلطان "محمد الأول" تزوجته عام 1403م، ولا توجد معلومات محددة بأنها ووالدة السلطان "مراد الثاني"، وجدة السلطان محمد الفاتح. تنتمي إلى سلالة أمراء ذو القدر، فهي ابنة شعبان صولي بن قراقا، ثالث حكام ذو القدر، الذي حكم بين عامي 1386م و1398م، وشقيقة صدقة بك، رابع أمراء ذو القدر.
تزوجت ابنة أختها ستي مكرمة خاتون، ابنة سليمان بك الحاكم السادس حاكم لإمارة ذي القدر، من السلطان محمد الفاتح عام 1449م.

## وفاتها
توفيت أمينة خاتون عام 1449م،. ودُفن جثمانها في مقبرة هاتونيا في جامع المرادية في بورصة بتركيا.